# Szent Mihály és Gábriel arkangyalok fatemplom (Martfalva)
A martfalvi Szent Mihály és Gábriel arkangyalok fatemplom műemlékké nyilvánított épület Romániában, Arad megyében. A romániai műemlékek jegyzékében az  AR-II-m-A-00656 sorszámon szerepel.

## Története
A templom festményeit 1870-ben készítette a temesvári Ioan Demetrovici. A zsindelyes tetőt 1980-ban bádoggal helyettesítették.